# Comuna Măxineni, Brăila
Măxineni este o comună în județul Brăila, Muntenia, România, formată din satele Corbu Nou, Corbu Vechi, Latinu, Măxineni (reședința) și Voinești.

## Așezare
Comuna se află în nord-vestul județului, pe malul drept al Siretului (care formează limita cu județul Galați), la vărsarea Buzăului în acesta. Este traversată de șoseaua DN23 care leagă orașele Brăila și Focșani. În satul Latinu, din această șosea se ramifică șoseaua județeană DJ202B, care merge pe malul drept al Buzăului, spre sud-vest, către Scorțaru Nou, și mai departe spre sud către Gemenele.

## Demografie
Componența etnică a comunei Măxineni
     Români (93,81%)
     Turci (1,35%)
     Romi (1,1%)
     Alte etnii (0,4%)
     Necunoscută (3,34%)
Componența confesională a comunei Măxineni
     Ortodocși (93,2%)
     Musulmani (1,56%)
     Penticostali (1,41%)
     Alte religii (0,34%)
     Necunoscută (3,49%)
Conform recensământului efectuat în 2021, populația comunei Măxineni se ridică la 3.265 de locuitori, în scădere față de recensământul anterior din 2011, când fuseseră înregistrați 3.310 locuitori. Majoritatea locuitorilor sunt români (93,81%), cu minorități de turci (1,35%) și romi (1,1%), iar pentru 3,34% nu se cunoaște apartenența etnică. Din punct de vedere confesional, majoritatea locuitorilor sunt ortodocși (93,2%), cu minorități de musulmani (1,56%) și penticostali (1,41%), iar pentru 3,49% nu se cunoaște apartenența confesională.

## Politică și administrație
Comuna Măxineni este administrată de un primar și un consiliu local compus din 13 consilieri. Primarul, Ionuț Daniel Postolache[*], de la Partidul Social Democrat, este în funcție din octombrie 2020. Începând cu alegerile locale din 2024, consiliul local are următoarea componență pe partide politice:
|  | Partid                          | Consilieri | Componența Consiliului | Componența Consiliului | Componența Consiliului | Componența Consiliului | Componența Consiliului | Componența Consiliului | Componența Consiliului | Componența Consiliului | Componența Consiliului | Componența Consiliului |
|  | ------------------------------- | ---------- | ---------------------- | ---------------------- | ---------------------- | ---------------------- | ---------------------- | ---------------------- | ---------------------- | ---------------------- | ---------------------- | ---------------------- |
|  | Partidul Social Democrat        | 10         |                        |                        |                        |                        |                        |                        |                        |                        |                        |                        |
|  | Partidul Național Liberal       | 2          |                        |                        |                        |                        |                        |                        |                        |                        |                        |                        |
|  | Alianța pentru Unirea Românilor | 1          |                        |                        |                        |                        |                        |                        |                        |                        |                        |                        |

## Istorie
La sfârșitul secolului al XIX-lea, comuna făcea parte din plasa Marginea de Jos a județului Râmnicu Sărat și avea în componență doar satul de reședință, cu 1393 de locuitori. În comună funcționau o moară cu aburi și o școală mixtă cu 90 de elevi, fondată în 1878. Singura biserică din comună era cea de la mănăstirea Măxineni, construită de domnitorul Țării Românești Matei Basarab în 1638 și întreținută în acel moment de Eforia Spitalelor Civile. În acea perioadă, pe actualul teritoriu al comunei, funcționau și comuna Corbu (în aceeași plasă), și comuna Latinu, în plasa Vădeni din județul Brăila. Comuna Corbu avea în componență cătunele Corbu și Chioveanu, cu o populație de 1540 de locuitori. Aici funcționau o biserică zidită în 1868 de locuitori și o școală mixtă cu 73 de elevi (dintre care 9 fete), deschisă în 1870. Comuna Latinu avea în componență satele Latinu Vechi (înființat în 1836) și Latinu Nou (unde s-au mutat în 1861 locuitori din Latinu Vechi în urma inundațiilor produse de râul Buzău), având în total 601 locuitori. În comuna Latinu funcționa o biserică datând din 1865 și o școală mixtă cu 26 de elevi.
În 1925, comuna Măxineni avea 1259 de locuitori, iar comuna Corbu — 1065; ambele făceau parte din plasa Măicănești a județului Rm. Sărat. Comuna Latinu avea în componență satele Gurgueți, Latinu Nou, Latinu Vechi, Oancea și Voinești, cu 652 de locuitori; ea făcea parte din plasa Silistraru a județului Brăila.
În 1950, comunele Măxineni și Corbu au fost arondate raionului Măicănești din regiunea Putna și apoi (după 1952) din regiunea Galați. În 1956, ele au trecut la raionul Brăila din regiunea Galați, raion din care făcea parte din 1950 comuna Latinu. În 1968, comunele Latinu și Corbu au fost desființate, iar satele Corbu Nou, Corbu Vechi, Latinu și Voinești, care le compuneau, au fost transferate comunei Măxineni.

## Monumente istorice
În comuna Măxineni se află ruinele bisericii „Nașterea Sfântului Ioan Botezătorul” a fostei mănăstiri Măxineni, clasificată drept monument de arhitectură de interes național. Biserica se afla pe malul Siretului, la 9 km nord-nord-est de satul Măxineni și a fost construită în anii 1636–1637 și refăcută în 1859.
În rest, în comuna Măxineni există alte două obiective incluse în lista monumentelor istorice din județul Brăila ca monumente istorice de interes local. Unul este clasificat ca monument de arhitectură, ansamblul de arhitectură populară din satul Corbu Vechi, delimitat de perimetrul caselor lui Nicolae Chirpac, Ion Dănilă și Virgil Sandu. Celălalt este clasificat ca sit arheologic, aflat la 500 m de gura de vărsare a Buzăului, lângă satul Voinești. Situl cuprinde o așezare și o necropolă datând din secolele al XVI-lea–al XVII-lea.